# Villa Albani

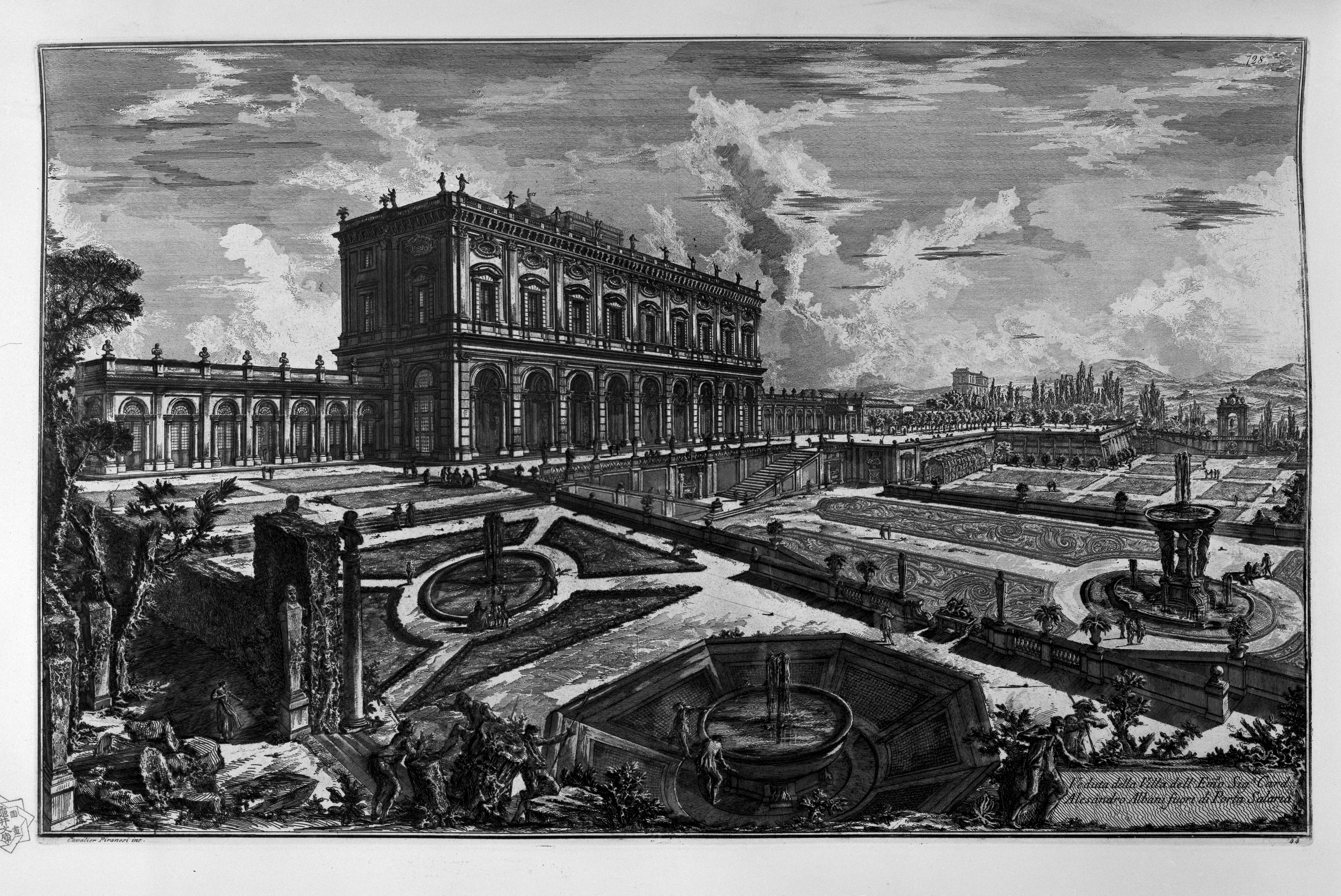
Incisione di Giovanni Battista Piranesi di Villa Albani

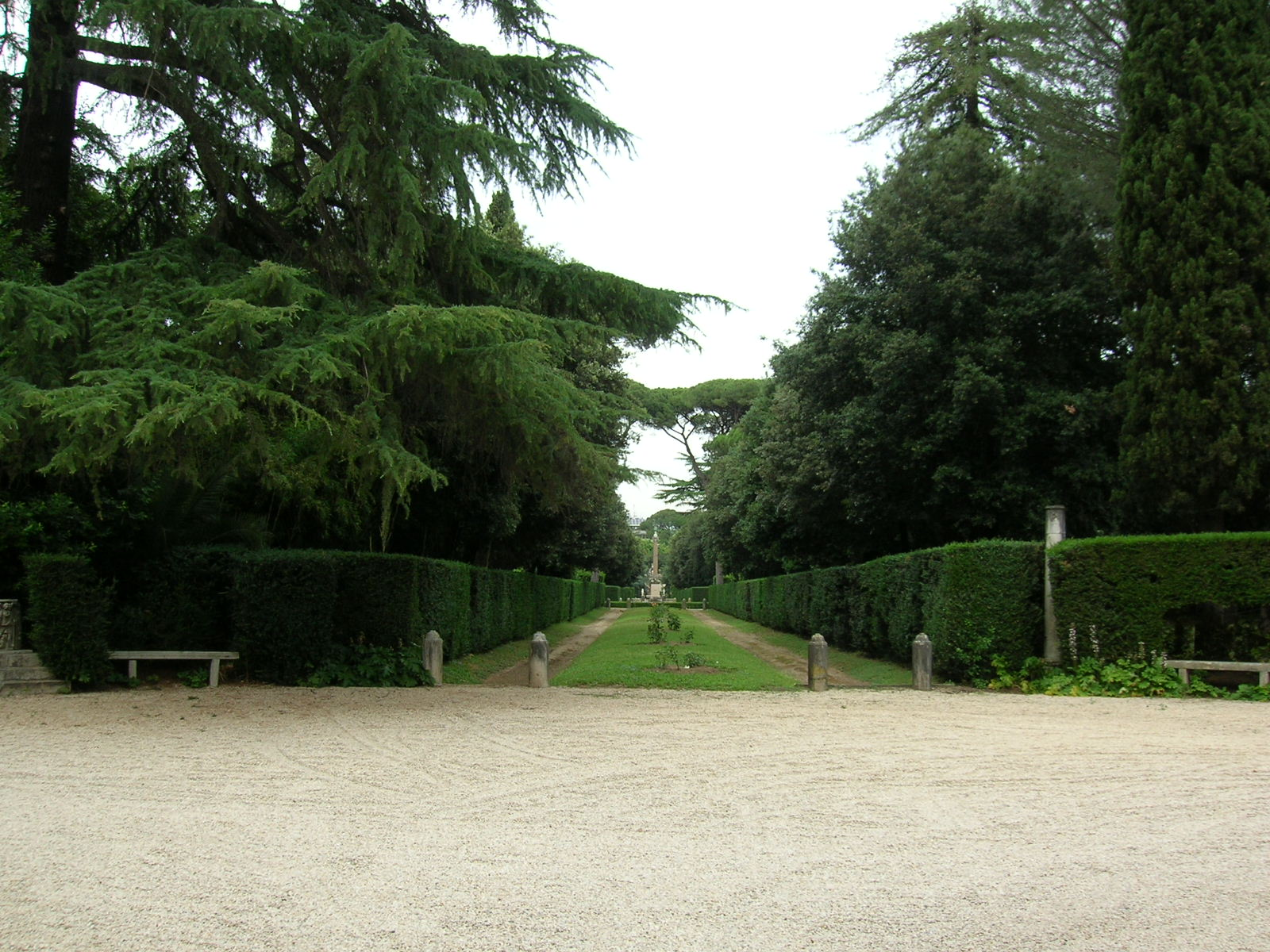
L'ingresso di Villa Albani da via Salaria, 92

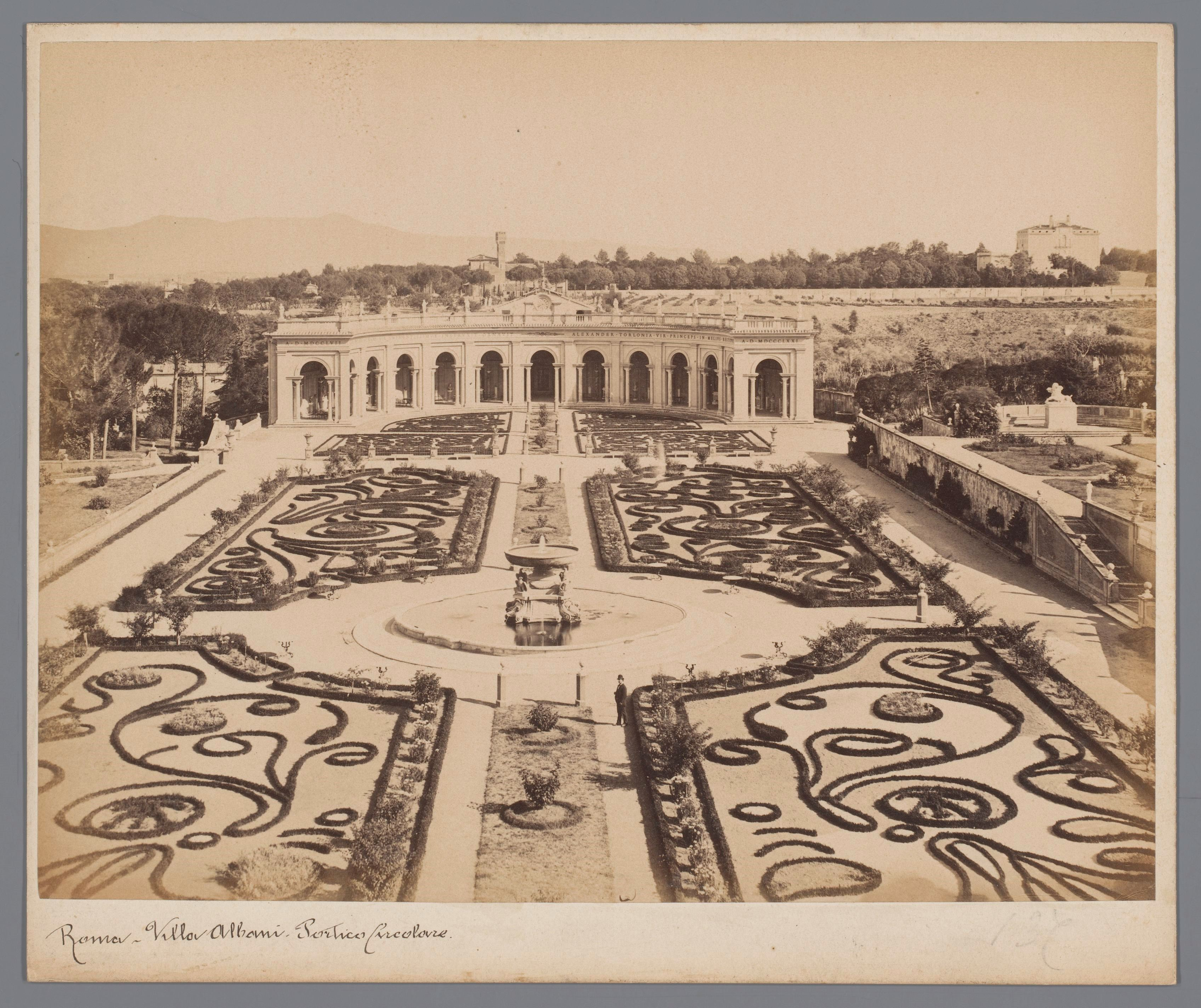
Villa Albani, Portico Circolare

La Villa Albani Torlonia fu edificata lungo la via Salaria a Roma per volere del cardinale Alessandro Albani (1692-1779), noto collezionista di sculture antiche della Roma settecentesca e promotore di quel gusto neoclassico che gettò anche le basi dei moderni studi archeologici.

## Storia
La Villa, posta poco fuori le mura, vicino a Porta Salaria, fu realizzata tra il 1747 e il 1763 su disegno dell'architetto Carlo Marchionni, quando l'ampia distesa di verde, già proprietà Accoramboni, Ercolani e Orsi, venne acquistata dal cardinale Albani.
Concepita come edificio di rappresentanza, la Villa fu teatro di erudite discussioni, concerti, danze e commedie mascherate organizzate per dilettare la cerchia di amici antiquari che l'Albani radunava intorno a sé.

## Orari di apertura
La villa è aperta solo su prenotazione.

## Struttura
La villa si presenta come un vasto complesso architettonico, che contempla la presenza di diversi ambienti e strutture: un giardino all'italiana, fontane ed edifici minori (come il Tempio di Diana, il Tempio delle Cariatidi, la Kaffehaus, il Canopo, il Tempietto diruto etc.) La villa è impostata su due assi principali corrispondenti ai due ingressi: il primo accesso, sulla via Salaria, conduce a un giardino diviso da viali a raggiera.
La disposizione dell'eccezionale collezione di originali greci e sculture romane fu affidata a Johann Joachim Winckelmann, bibliotecario del cardinale dal 1759, dedito alla catalogazione delle opere antiche raccolte dal suo protettore e impegnato nell'ampliamento delle collezioni mediante nuove acquisizioni. L'allestimento concepito dal Winckelmann all'interno della Villa mirava a creare un percorso educativo ed emozionale, studiato in ogni dettaglio, in grado di competere con le ville della Roma imperiale e incantare i visitatori.
Il cardinale Alessandro Albani fu il mecenate di Giovanni Battista Nolli; questi modificò il disegno della carta di Roma, completato poco tempo prima (1744), proprio per aggiungere la villa del suo mecenate che sorgeva al di fuori delle Mura aureliane, fuori porta Salaria.
Nel 1761 Anton Raphael Mengs realizzò all'interno della Galleria nobile l'affresco del Parnaso, forse il più importante manifesto pittorico del nascente stile neoclassico e ulteriore testimonianza della centralità della Villa nel panorama culturale europeo.
La Villa rimase essenzialmente intatta anche dopo la morte del cardinale: le opere sottratte durante il periodo napoleonico (1797-1815) per ornare a Parigi il Musée Napoléon furono infatti in parte rese dopo il 1815 al legittimo proprietario, il principe Carlo Albani e la residenza restò proprietà degli Albani fino alla prima metà dell'Ottocento, quando attraverso l'ultima erede passò agli Albani-Castelbarco, da cui l’acquisterà la Famiglia Torlonia. Durante l'occupazione francese, numerose opere d'arte vennero spedite in Francia come spoliazioni napoleoniche, e la maggior parte di queste non fece più ritorno. Secondo il catalogo pubblicato nel Bulletin de la Société de l'art français del 1936, le opere che vi erano conservate fino a prima del periodo napoleonico e che non vennero restituite, sono:
- Il Salvatore del mondo, Carlo Dolci, portato al Musee Napoleon, oggi al Louvre
- Vergine e Gesù, Fasolo, portato al Musee Napoleon, oggi al Louvre
- Vergine e Gesù, Vannucci, portato al Musee Napoleon, oggi al Louvre

La collezione di monete e medaglie antiche del cardinale Albani passò alla Biblioteca Apostolica Vaticana, che egli aveva presieduto dal 1761. I sarcofagi, le colonne e le sculture sono state trasferite ad altre destinazioni, ma il famoso bassorilievo di Antinoo è tuttora conservato nella villa, così come la Cariatide di Nicolao.
La Galleria d'Arte ospita opere di Nicolò Alunno, Perugino, Gherardo delle Notti, Ercole de' Roberti, Luca Signorelli, van Dyck, Tintoretto, Ribera, Guercino, Giulio Romano, Annibale Carracci, Marco d'Oggiono, Borgognone, Luca Giordano, David, Vanvitelli, Pietro Bracci.
Il cardinale Alessandro Albani aveva un'altra villa con parco ad Anzio, che fu terminata nel febbraio del 1732, ma era abitabile solo per poche settimane in primavera a causa della presenza della malaria nella zona.
Nel settembre del 1870, Raffaele Cadorna stabilisce qui il suo quartier generale e in una delle stanze della villa, dopo la breccia di Porta Pia e la conquista di Roma da parte del Regno d'Italia, la resa di Roma da parte dello Stato Pontificio è firmata da Hermann Kanzler.

## Collezione
- Nicolò Alunno, Madonna col Bambino in trono e i santi Giovanni Battista, Caterina d'Alessandria, Sebastiano, Antonio abate, Benedetto, Pietro, Paolo e Agostino, tempera su tavola, 200 x 251 cm.
- Pietro Perugino, Polittico Albani Torlonia con Natività di Cristo con i santi Michele, Giovanni Battista, Girolamo e Giorgio, 1491, tempera su tavola, 174 x 88 cm.
- Marco d'Oggiono, Madonna col Bambino.
- Taddeo Zuccari, Cristo in pietà compianto dagli angeli, olio su tavola, 252 x 194 cm.
- Francesco del Cairo, San Sebastiano curato dalla vedova Irene, olio su tela.
- Lambert van Noort, La Carità, Olio su tela.